# Тибетські мови
Тибетські мови — група тибето-бірманських мов (сино-тибетської родини), якими спілкуються переважно тибетці. Поширені у східній частині Центральної Азії (Тибетське плато) й у сусідніх районах Південної Азії, в тому числі на півночі Індостану: Балтистан, Ладакх, Непал, Сіккім і Бутан.

## Класифікація
Єдиної класифікації тибетських мов не існує. Відповідно до Бредлі група поділяється на:
- ладакхі
- центральнотибетські
  - західна новотибетська
  - дбус
  - північнотибетська
  - південнотибетська
- камську тибетську
- й амдоську тибетську мови.